# 北海道道336号上社名淵上湧別線
北海道道336号上社名淵上湧別線（ほっかいどうどう336ごう かみしゃなふちかみゆうべつせん）は、北海道紋別郡遠軽町と湧別町を結ぶ一般道道（北海道道）である。

## 概要

### 路線データ
- 起点：北海道紋別郡遠軽町社名淵（北海道道137号遠軽雄武線交点）
- 終点：北海道紋別郡湧別町上湧別屯田市街地（国道242号交点）
- 路線延長：18.7 km（実延長）

## 歴史
- 1960年（昭和35年）4月1日 - 329号として路線認定[1]。
- 1994年（平成6年）10月1日 - 路線番号を336号に変更[2]。

## 路線状況

### 道路施設
主な橋梁
- 上湧別橋（湧別川）＝湧別町富美 - 湧別町上湧別屯田市街地

## 地理

### 通過する自治体
- オホーツク総合振興局
  - 紋別郡
    - 遠軽町
    - 湧別町

### 交差する道路
遠軽町
- 北海道道137号遠軽雄武線 - 社名淵（起点）

湧別町
- 国道242号 - 上湧別屯田市街地（終点）

### 沿線にある施設など
湧別町
- 湧別町立富美小学校 - 富美
- 上湧別リバーサイドゴルフ場 - 上湧別屯田市街地（上湧別橋下）
- 湧別町立上湧別小学校 - 上湧別屯田市街地